# Dinotrema multiarticulatum
Dinotrema multiarticulatum är en stekelart som beskrevs av Van Achterberg 1988. Dinotrema multiarticulatum ingår i släktet Dinotrema och familjen bracksteklar. Inga underarter finns listade i Catalogue of Life.